# Vladimir Akimov
Vladimir Ivanovič Akimov, in russo Владимир Иванович Акимов? (Mosca, 20 luglio 1953 – Mosca, 5 ottobre 1987), è stato un pallanuotista sovietico, vincitore di una medaglia d'oro alle olimpiadi di Mosca 1980. Ha conquistato inoltre un oro mondiale nel 1982.
Era il fratello minore del pallanuotista Anatolij Akimov.